# Eccoptomera obscura
Eccoptomera obscura – gatunek muchówki z rodziny błotniszkowatych i podrodziny Heleomyzinae.
Gatunek ten opisany został w 1830 roku przez Johanna Wilhelma Meigena jako Helomyza obscura.
Muchówka o ciele długości od 4 do 4,5 mm. Czułki mają trzeci człon z wyraźnym kątem koło wierzchołka. W chetotaksji tułowia występuje jedna para szczecinek śródplecowych leżąca przed szwem poprzecznym oraz dwie pary szczecinek sternopleuralnych. Przedpiersie i tarczka są nagie. Kolce na żyłce kostalnej skrzydła są dłuższe niż owłosienie. Środkowa para odnóży ma środkową część goleni owłosioną, ale pozbawioną szczecinek. Tylna para odnóży samca ma spodnią powierzchnię uda przy nasadzie z dużym, L-kształtnym wcięciem i pozbawioną palcowatego wyrostka.
Owad znany z Hiszpanii, Andory, Irlandii, Wielkiej Brytanii, Belgii, Holandii, Niemiec, Szwajcarii, Austrii, Szwecji, Finlandii, Estonii, Włoch, Polski, Czech, Słowacji, Węgier, Ukrainy, Rumunii, Bułgarii i europejskiej części Rosji.